# Anatoli Kulikov
Anatoli Serguéievich Kulikov (en ruso: Анатолий Серге́евич Куликов; Krai de Stávropol, RSFS Rusia; 4 de septiembre de 1946) es un general del ejército soviético y ruso, antiguo Ministro del Interior de Rusia (1995-1998).
En 1992, Kulikov se convirtió en el Comandante de las Tropas del Interior. Por ello, fue uno de los comandantes de las fuerzas del gobierno durante la crisis constitucional de 1993 en Moscú y la Primera Guerra Chechena. A comienzo de 1995 Kulikov fue nombrado comandante del Grupo de Fuerzas Federales Unidas en Chechenia y mandó las fuerzas rusas durante la infame masacre de Samashki.
El 6 de julio de 1995, después de la crisis de rehenes del hospital de Budionnovsk, sucedió a Víktor F. Yerin como Ministro del Interior de Rusia. En agosto de 1996 Aleksandr Lébed, quien había sido elegido recientemente como Secretario del Consejo de Seguridad de Rusia, culpó a Kulikov por la aplastante derrota en la batalla de Grozni y al presidente de aquel entonces, Borís Yeltsin.
Mientras la mayoría de los ministros del propio y viejo gabinete eran reelegidos para el gabinete de Serguéi Kiriyenko, Kulikov no asistió y Serguéi Stepashin se convirtió en el nuevo Ministro del Interior. Después, Kulikov fue elegido dos veces por la Duma Estatal, en las elecciones de 1999 y las del 2003, y fue un miembro del partido político Rusia Unida.

## Premios y distinciones
- Orden al Mérito por la Patria, 3.ª clase (3 de septiembre de 1996) "Por sus servicios al estado, su gran contribución personal a fortalecer la regla de ley y muchos años de honesto servicio en los asuntos internos"
- Orden de Honor (16 de abril de 2004) "Por su participación activa en actividades legislativas y muchos años de honesto trabajo"
- Orden al Coraje Personal
- Medalla Conmemorativa por el Centenario del Natalicio de Lenin
- Orden del Servicio a la Patria en las Fuerzas Armadas de la URSS 3.ª clase
- Medalla al Servicio Distinguido en la Protección del Orden Público
- Medalla Conmemorativa del 20.º Aniversario de la Victoria en la Gran Guerra Patria de 1941-1945
- Medalla Conmemorativa del 30.º Aniversario de la Victoria en la Gran Guerra Patria de 1941-1945
- Medalla Conmemorativa del 300.º Aniversario de la Armada de Rusia
- Medalla Conmemorativa del 850.º Aniversario de Moscú
- Medalla de Veterano de las Fuerzas Armadas de la URSS
- Medalla del 50.º Aniversario de las Fuerzas Armadas de la URSS
- Medalla del 60.º Aniversario de las Fuerzas Armadas de la URSS
- Medalla del 70.º Aniversario de las Fuerzas Armadas de la URSS
- Medalla por Servicio Impecable de 1.º, 2.º y 3.ª clases
- Medalla "Anatoli Koni" (Ministerio de Justicia ruso)
- Medalla "Por sus Servicios en el territorio de Stávropol" (Krai de Stávropol, septiembre de 2006)